# (307251) 2002 KW14
2002 كي دابليو 14 (ويعرف أيضًا باسم (307251) 2002 كي دابليو 14 وفق تسمية الكوكب الصغير) (بالإنجليزية: 2002 KW14)‏ هو كويكب ضمن حزام الكويكبات؛ وترتيبه 307251 من حيث الاكتشاف.
اكتُشف هذا الجُرم الفلكي بواسطة تشاد تروخيو في 2002.

## وصلات خارجية
- (307251) 2002 KW14 في قاعدة بيانات مختبر الدفع النفاث لأجرام النظام الشمسي الصغيرة

- الاكتشاف · مخطط المدار ·  العناصر المدارية · المعلمات المادية

- (307251) 2002 KW14 على موقع ويكي سكاي: DSS2, SDSS, GALEX, IRAS, Hydrogen α, X-Ray, Astrophoto, Sky Map, Articles and images